# Корпоративный университет развития образования
Корпоративный университет развития образования (КУРО) — образовательная организация дополнительного профессионального образования Московской области, региональный центр экспертного сообщества по образованию. Есть условия для обучения студентов с ограниченными возможностями здоровья.
По результатам мониторинга в 2016 году: роль вуза в системе подготовки кадров для Московской области — 14 % от контингента студентов, обучающихся в субъекте Российской Федерации; за счёт бюджетных ассигнований — 80,5 %, по договорам об оказании платных образовательных услуг — 19,5 % обучающихся.
Является региональным оператором по вопросам развития инновационной инфраструктуры в системе образования Московской области.

## История
Академия учреждена в 2004 г. Министерством образования Московской области в форме преобразования государственного образовательного учреждения начального профессионального образования «Профессиональное училище № 29 Московской области» в государственное бюджетное образовательное учреждение высшего образования Московской области «Академия социального управления». Инициаторы преобразования — академики Российской академии образования Антонова Л. Н., Асмолов А. Г. и Иванников В. А. Первый набор студентов проведен в 2005 г. При реорганизации в 2012 г. в состав АСОУ включены подразделения Педагогической академии последипломного образования Московской области. С 2007 г. ректором академии до лета 2019 года являлся Салов А. И. C 2019 года исполняющим обязанности ректора назначен Лубский А. А.
С 2021 года и по настоящее время Андрей Александрович Лубский является ректором АСОУ.
В 2023 году переименовано в Корпоративный университет развития образования.

## Деятельность
Структуру основной деятельности академии образуют 28 кафедр и 22 научно-методических и научно-практических центра, а вспомогательные виды деятельности обеспечивают 27 отделов. Особенность учебного процесса — включение обучающихся в работу центров, где они получают опыт изучения проблем и их решений.
В академии обучается около 1 тыс. студентов по программам бакалавриата, магистратуры и аспирантуры. 80 % выпускников трудоустраиваются в течение года после выпуска. Направленность образовательных программ: менеджмент, государственное и муниципальное управление, туризм, гостиничное дело, психология, педагогические образование (иностранный язык). Академия готовит будущих профессионалов к решению задач любой сложности, для чего в АСОУ создана инфраструктура по работе с проектами обучающихся. Ежегодно бизнес-инкубатор АСОУ проводит набор на программу тренинга проекта.
Около 20 тыс. человек ежегодно обучаются по программам дополнительного профессионального образования. Академия предлагает педагогическим работникам и руководителям образовательных организаций Подмосковья электронные курсы повышения квалификации.

## Местоположение
- Факультет образовательных программ: г. Москва, ул. Енисейская, д. 3, корп. 3, метро «Свиблово».
- Факультет профессиональной переподготовки педагогических работников: г. Москва, Староватутинский пр., д. 8, метро «Бабушкинская».
- Факультет повышения квалификации: г. Москва, Староватутинский пр., д. 8, метро «Бабушкинская».
- Администрация и общежитие на 280 мест: г. Москва, ул Енисейская, д. 3, корп. 5, метро «Свиблово».

## Рейтинги
- Место в диапазоне 1301-1400 в Международном рейтинге «Три миссии университета»[12];
- 100 место в рейтинге вузов России (RAEX), 2022 [13]
- 12 место в Локальном рейтинге вузов Центрального федерального округа, 2021 [14]